# Harry Eden
Harry Eden (ur. 1 marca 1990 w Londynie) – brytyjski aktor, znany ze zdobycia nagrody dla najbardziej obiecującej nowej gwiazdy na Brytyjskim Festiwalu Filmów Niezależnych w 2003 r. za rolę w filmie Pure.

## Życiorys i kariera
Uczył się w Sylvia Young Theatre School. W 2003 roku zagrał rolę Nibsa w Piotrusiu Panie, a w 2005 Artfula Dodgera w Oliverze Twiście w reżyserii Romana Polańskiego.

## Filmografia

### Filmy
- 2008: Zakochany głupiec (Flashbacks of a Fool) jako Młody Joe Scott
- 2006: Rewolta (Land of the Blind) jako 12-letni strażnik
- 2006: Cubs jako Ben
- 2005: Oliver Twist jako Artful Dodger
- 2004: Uwięziona we śnie (The Lazarus Child) jako Ben Heywood
- 2003: Piotruś Pan (Peter Pan) jako Nibs
- 2003: Real Men jako Russell Wade
- 2002: Pure jako Paul
- 2000: Hero of the Hour jako Brian

### Seriale
- 2007: Cape Wrath jako Młody Donelly (gościnnie)
- 2005: Samotnia (Bleak House) jako Jo
- 2002: Helen West jako Tom Parry (gościnnie)
- 2001: Murder in Mind jako David Jackson (gościnnie)
- 2000: Lock, Stock... jako Forest (gościnnie)
- 1986: Na sygnale (Casualty) jako Matty Tate (gościnnie)